# Kisvaszar
Kisvaszar (nje.  Wasser) je selo u središnjoj južnoj Mađarskoj.
Zauzima površinu od 20,35 km četvornih.

## Zemljopisni položaj
Nalazi se na 46° 17' sjeverne zemljopisne širine i 18° 13' istočne zemljopisne dužine, sjeverno od Mečeka. 4 km zapadno je Tarrós, Tikeš je 1,5 km zapadno-sjeverozapadno, 2 km sjeverozapadno je Dubovac, 1 km sjeverno je Grenjiš, Ág je 1 km sjeveroistočno, Liget je 4 km južno-jugozapadno, Slatnik je 4 km istočno-sjeveroistočno, a Alsómocsolád je 3 km sjeveroistočno.

## Upravna organizacija
Upravno pripada Šaškoj mikroregiji u Baranjskoj županiji. Poštanski broj je 7381. 

## Promet
2 km sjeveroistočno od sela prolazi željeznička prometnica Dumvar-Batasik. 

## Stanovništvo
Kisvaszar ima 343 stanovnika (2001.). Mađari su većina, a Roma, koji u selu imaju manjinsku samoupravu, ima preko četvrtine. Pola sela je vjerski izjašnjeno kao rimokatolici, a druga polovica se nije vjerski izjasnila.

## Vanjske poveznice
- (mađ.) Kisvaszar a Vendégvárón[neaktivna poveznica]
- Kisvaszar na fallingrain.com